# Fragmentenhypothese
Die so genannte Fragmentenhypothese ging von zahlreichen, ehedem selbständigen Erzählkränzen aus, die erst sukzessive zu einer Gesamterzählung zusammengearbeitet wurden. 
Unter einem Erzählkranz versteht die Forschung eine in sich geschlossene Gruppe von Episoden zu einem bestimmten Thema oder einer bestimmten Person, wie etwa die Erzählungen um den Stammvater Abraham oder die Sintflut. 
Vertreter der Fragmentenhypothese waren der englische Pastor Alexander Geddes (1737–1802) sowie der deutsche Forscher Johann Severin Vater.